# Лисовский, Казимир Леонидович
Из крупных своих вещей лучшей считаю поэму «Сумасшедший поезд», — говорит сам К. Лисовский. И это действительно так..
Казимир Леонидович Лисовский (29 ноября 1919 — 25 января 1980) — русский советский поэт, очеркист. 

## Биография
Родился 29 ноября 1919 года на Украине в селе Ободовка Винницкой области в семье бухгалтера.
В начале 1930 года семья переехала в Сибирь, на разъезд Харик, вблизи большого села Куйтун, где начиналось строительство Иркутского зерносовхоза.
Писать стихи начал ещё учась в школе, в 1933 году в иркутской пионерской газете «За здоровую смену» было напечатано стихотворение «Ангара».
В том же 1933 году семья переехала в Красноярск, где он окончил среднюю школу.
С 1934 года начал печататься в газете «Красноярский рабочий». Несколько лет работал в редакциях красноярских газет «Сталинские внучата», «Большевик Енисея».
В годы Великой Отечественной войны писателя не взяли в армию по состоянию здоровья (с детства болел тяжелой болезнью — костный туберкулёз). Вместе с красноярским поэтом Игнатием Рождественским выступал со стихами на радио и в газетах, на заводах и в госпиталях, участвовал в выпуске агитплакатов «Окна ТАСС».
В 1942—1943 годах работал в Игарке ответственным секретарем газеты «Большевик Заполярья».
Первая книга стихов «Клятва» вышла в Красноярске в 1944 году.
В 1945 году стал членом Союза писателей СССР.
В 1958 году переехал в Новосибирск.
Активно занимался творчеством, несмотря на тяжёлую прогрессирующую болезнь, под конец жизни приковавшую его к постели, объездил всю Сибирь, забирался в самые отдалённые места — на плоту проплыл почти всю Нижнюю Тунгуску, на лодке-илимке — Подкаменную Тунгуску.
Много сил потратил на то, чтобы найти в тундре затерявшуюся могилу легендарного полярного исследователя Н. А. Бегичева, а потом добиться специальной экспедиции по расследованию обстоятельств его гибели, посвятил ему поэму «Русский человек Бегичев».
Умер 25 января 1980 года. Похоронен на Заельцовском кладбище Новосибирска (квартал 48н).

### Награды
Награжден Орденом Трудового Красного Знамени (1969, «за заслуги в развитии советской литературы») и Орденом «Знак Почёта».
Звания «Почётный строитель Красноярской ГЭС», и, которым он особенно гордился — звание «Почётный речник», присвоенное ему как «певцу великой реки Енисей».

## Творчество
Первое стихотворение «Ангара» появилось в 1933 году в иркутской пионерской газете. Первая книга стихов «Клятва» вышла в Красноярске в 1944 году.
Затем издано более тридцати сборников стихов издательствами Новосибирска, Иркутска, Красноярска. В Москве вышло пятнадцать сборников поэта.
Стихи печатались в центральных газетах, журналах «Октябрь», «Огонёк», «Москва», «Нева», «Сибирские огни», «Смена».
Главная тема в творчестве поэта — Сибирь. Герои его стихов — реально жившие люди: строители, летчики, речники, следопыты. Большинство из них автор знал лично. Поэт рассказывал о конкретной судьбе, о главном деле жизни, о главном поступке, эту судьбу определившем.

Я непреложно верю в то, что историки Сибири, вспоминая годы гражданской войны и первых пятилеток, изучая годы Великой Отечественной войны и мирного созидания, строительства новых железных дорог, комбинатов, гигантских ГЭС, не пройдут равнодушно мимо наших строк, ибо в каждой из них ощущается пульс Сибири, бьется её сердце.— Казимир Лисовский
Главным произведением поэта обычно называется повесть в стихах «Русский человек Бегичев» (1947) об известном полярном путешественнике Н. А. Бегичеве, личностью которого поэт интересовался всю жизнь, и о котором написал книги документальных очерков «Следопыт Севера Никифор Бегичев», «Тайна мыса Входного» и «По следам Улахана Анцифора».
Также среди творчества выделяются поэма «Бежал бродяга с Сахалина» название которой берёт начало с народной песни предреволюционного времени, особенно популярной в Сибири. Поэма о Иване Непомнящих, попавшему на каторгу за то, что «свой кусок землицы отдать помещику не мог // И отомстил за всех сторицей // Усадьбу барскую поджег», он бежит с каторги и оказывается в Эвенкии, где прочно оседает, женится на эвенкийской девушке, строит дом… положив начало роду Непомнящих, давшего имя большому эвенкийско-русскому селу.
Известностью и популярностью пользуется цикл стихов о Красноярске «Город моей юности» (1949).
Отдельный интерес представляет написанная в период «оттепели» поэма «Сумасшедший поезд» (1966) — жизнеописание адмирала А. В. Колчака, где тот представлен не смогшим принять революцию «рыцарем белой идеи», которая, в итоге, стала его трагедией: в поэме показано как политические амбиции способны погубить яркую личность, смелого полярного исследователя.
Фрагменты стихотворений:
| «Приезжайте… Увидите сами!» | Заветное слово «Свобода» | Проводы коммунистической бригады | Цена строки | Как только начну о Сибири… |
| --- | --- | --- | --- | --- |
| До сих пор ходят глупые сказки, Что Сибирь-де без солнца, без ласки. До сих пор ходят басни досужие, Что Сибирь знаменита лишь стужею, Мол, метели там песни заводят Да медведи по улицам бродят. Всем Сибирь и щедра и богата! Здесь для юности край непочатый. Впрочем, что убеждать вас стихами? Приезжайте…Увидите сами! | Вблизи Енисея, где кедры шумят, Где зори рассветные алы, Тайги тишину вековую хранят Седые, высокие скалы. Там стелится низко туман по земле, Там славой родного народа Пылает на самой высокой скале Заветное слово — «Свобода»! | В это раннее утро казались ровесники старше, В это раннее утро был хмур и угрюм горизонт… По прямому проспекту, со знаменем, маршем Коммунисты идут. Коммунисты уходят на фронт. И как высшая честь, и как лучшая братская ласка, Прозвучит после боя солдатский простой говорок: — Ты откуда, браток? — Издалека я. Из Красноярска. Я к Берлину иду с берегов Енисея, браток! | Знаем мы эти штучки-дрючки Различаем тщеславья зуд! . Нынче мальчики-недоучки Старомодными нас зовут. Что ж, по-своему правы, вроде! Как и прежде, так и сейчас К этой самой, простите, моде Отношенье свое у нас. …Не искали мы славы бойкой, Не считали в залах хлопки, — На зимовках, В цехах, На стройках Мы узнали цену строки. | И если я строчкой своею Хоть в тысячной доле помог Обжить берега Енисея, Прокладывать рельсы дорог, Воздвигнуть завода громаду В полярной, глухой стороне, Мне лучшей награды не надо, И этой достаточно мне! |

ритмических переходов, как того требовало само содержание

### Влияние
По воспоминаниям писателя Виктора Астафьева самым первым юношеским впечатлением, приведшим его в литературу, стало одно потрясшее его событие: в детдоме, где он учился, весь класс не выучил стихотворение Михаила Лермонтова «Бородино», и тогда учитель литературы прочитал ученикам стихотворение «На смерть поэта», якобы написанное неизвестным автором. Этим учителем был Игнатий Рождественский, знавший Казимира Лисовского, а прочитанное стихотворение — стихотворение Казимира Лисовского о дуэли Лермонтова, напечатанное в «Красноярском альманахе». Однако, по каким-то причинам учитель предпочёл скрыть имя поэта, а это стихотворение больше никогда не печаталось.